# Astragalus wolungensis
Astragalus wolungensis är en ärtväxtart som beskrevs av Pei Chun Qiong Li. Astragalus wolungensis ingår i släktet vedlar, och familjen ärtväxter. Inga underarter finns listade i Catalogue of Life.